# آنس فيوي
آنس فو هي مدينة من مدن هايتي. يبلغ عدد سكانها 55,138 نسمة وذلك حسب إحصائيات سنة 7 أغسطس 2003. يبلغ ارتفاع المدينة عن سطح البحر قرابة 0 متر.

## أعلام
- لوران كازيمير
- جان-لويس